# Thalassaphorura franzi
Thalassaphorura franzi is een springstaartensoort uit de familie van de Onychiuridae. De wetenschappelijke naam van de soort is voor het eerst geldig gepubliceerd in 1946 door Stach.